# Jonas Armstrong
Jonas Armstrong, född 1 januari 1981 kl 00.01 i Dublin, Irland, det första barnet som föddes 1981 i Irland, är en irländsk skådespelare. Han är uppväxt i Lancashire i England. 2003 tog han tog examen vid Royal Academy of Dramatic Art. Han är mest känd för rollen som Robin Hood i tv-serien Robin Hood.

## Filmografi
- 2004 - Teachers - Anthony Millington (6 avsnitt)
- 2005 - The Ghost Squad - Pete Maitland (7 avsnitt)
- 2006 - Losing Gemma - Steve
- 2006-2008 - Robin Hood - Robin Hood (39 avsnitt)
- 2008 - Book Of Blood - Simon McNeal
- 2009 - The Street - Nick (3 avsnitt)
- 2010 - Miss Marple - Anthony Cade
- 2010 - The Glass House - Elek Cohen
- 2014 - Edge of Tomorrow - Skinner